# Chimarra cornuta
Chimarra cornuta är en nattsländeart som beskrevs av Ross 1959. Chimarra cornuta ingår i släktet Chimarra och familjen stengömmenattsländor. Inga underarter finns listade i Catalogue of Life.